# براد بالمر
براد بالمر هو لاعب هوكي الجليد كندي، ولد في 14 سبتمبر 1961 في دنكان، كولومبيا البريطانية ‏ في كندا.

## وصلات خارجية
- براد بالمر على موقع دوري الهوكي الوطني (الإنجليزية)
- براد بالمر على موقع قاعة مشاهير الهوكي (لاعب أن.إتش.أل) (الإنجليزية)
- براد بالمر على موقع EliteProspects.com (الإنجليزية)
- براد بالمر على موقع HockeyDB.com (الإنجليزية)
- براد بالمر على موقع Hockey-Reference.com (الإنجليزية)